# Circondario di Straubing-Bogen
Il circondario di Straubing-Bogen è uno dei circondari dello stato tedesco della Baviera.
Fa parte del distretto governativo della Bassa Baviera.

## Città e comuni
(Abitanti al 31 dicembre 2023)
| Comuni del circondario | Città 1. Bogen (10 333) 2. Geiselhöring (7 093) | Comuni 1. Aholfing (1 931) 2. Aiterhofen (3 532) 3. Ascha (1 641) 4. Atting (1 704) 5. Falkenfels (1 058) 6. Feldkirchen (2 027) 7. Haibach (2 083) 8. Haselbach (1 945) 9. Hunderdorf (3 386) 10. Irlbach (1 149) 11. Kirchroth (3 895) 12. Konzell (1 869) 13. Laberweinting (3 475) 14. Leiblfing (4 332) 15. Loitzendorf (628) 16. Mallersdorf-Pfaffenberg (6 963) 17. Mariaposching (1 435) 18. Mitterfels (2 913) 19. Neukirchen (1 749) 20. Niederwinkling (2 964) 21. Oberschneiding (3 297) 22. Parkstetten (3 355) 23. Perasdorf (523) 24. Perkam (1 624) 25. Rain (2 989) 26. Rattenberg (1 696) 27. Rattiszell (1 548) 28. Salching (2 829) 29. Sankt Englmar (1 958) 30. Schwarzach (2 940) 31. Stallwang (1 462) 32. Steinach (3 323) 33. Straßkirchen (3 521) 34. Wiesenfelden (3 881) 35. Windberg (1 116) |